# خالد راشد الزياني
خالد راشد عبد الرحمن الزياني رجل أعمال بحريني. الزياني هو أول رجل أعمال بحريني يحصل على وسام الإمبراطورية البريطانية (OBE) وذلك في عام 2014.

## المسيرة المهنية
يتولى الزياني قيادة مجموعة استثمارات الزياني التي تأسست العام 1977 كإحدى الشركات النشطة والفاعلة في البحرين وحققت منذ ذلك الحين الكثير من النجاحات والإنجازات وللشركة أنشطة متنوعة تشمل الكثير من المجالات ومن بينها تجارة السيارات والرعاية الصحية والأنشطة الصناعية والعقارات والخدمات ومع هذا فإن الشركة تواصل توسعها وتعمل على تحقيق طموحاتها ويرتبط تاريخ عائلة الزياني بالبحرين لمدة تربو على مئتي عام ساهمت العائلة خلالها بفعالية ونشاط في التنمية الاقتصادية والاجتماعية للبلاد. كما يتولى رئاسة مجلس إدارة بنك البركة الإسلامي.
وكذلك من مناصبه:
- رئيس مجلس الإدارة الفخري لمجموعة استثمارات الزياني (مقفلة) ش.م.ب.[3]
- الرئيس الفخري لاستثمارات الزياني والزياني للسيارات والسيارات الأوروبية وعقارات الزياني والزياني للتأجير واورينت موتورز.
- رئيس مجلس إدارة ميدال للكابلات المحدودة وعجلات الألمنيوم (الوويل) وميتل فورم وانترستيل وأغطية الخليج وفرست موتورز[4] وشركة تريبخر الزياني شليفمتل ومؤسسة مبرة راشد عبد الرحمن الزياني الخيرية.[5]
- مؤسس وعضو مجلس إدارة وعضو اللجنة التنفيذية لبنك انفستكورب.
- رئيس مجلس إدارة بنك البركة الإسلامي[6] ومنتدى رجال الأعمال البحريني البريطاني ورئيس مشارك بمجلس الأعمال المشترك البحريني البريطاني ومجلس الأعمال المشترك الأميركي البحريني ورئيس جمعية البحرين لنقل التكنولوجيا ومعهد تشارترد للأوراق المالية والاستثمار.
- عضو مجلس إدارة جمعية الصداقة البحرينية الأميركية والجمعية البحرينية الهندية ومجلس الأعمال المشترك البحريني المغربي.

كما كان يشغل سابقا المناصب التالية:
- عضو مُؤسس ورئيس غرفة تجارة أميركا في البحرين (2007 - 2009).[7]
- عضو مجلس إدارة مجلس التنمية الاقتصادية (2004 – 2006).
- غرفة تجارة وصناعة البحرين الدولية، غرفة تجارة وصناعة البحرين الوطنية (1998 - 2008).
- مؤسس ونائب رئيس مجلس الإدارة ورئيس اللجنة التنفيذية لبنك البحرين الإسلامي (1979 – 2005).
- مُؤسس وعضو مجلس إدارة الشركة البحرينية الكويتية للتأمين ش م م (1975- 1999).
- مؤسس وعضو مجلس إدارة شركة البحرين الإسلامية للاستثمار ش م م (1981 - 2001).
- شركة التكافل الدولية (1999 – 2005).
- تسهيلات البحرين ش م م - مقفلة (1983– March 2008).
- الشركة الوطنية للسيارات (1988 – 1994).
- رئيس نادي روتاري السلمانية (1970).
- مُؤسس ورئيس جمعية تاريخ وآثار البحرين (1970 - 1980).
- مُؤسس ورئيس مجلس الإدارة الأول لجمعية الصحة والسلامة (1979 - 1980).
- رئيس نادي البحرين لليخوت (1979 - 1981).

## التكريم والجوائز
في 28 يناير 2014 نال الزياني وسام الإمبراطورية البريطانية (OBE). الزياني هو أول رجل أعمال بحريني يحصل على مثل هذا الوسام تقديرا لجهوده في تنمية العلاقات الاقتصادية والتجارية بين مملكة البحرين والمملكة المتحدة. وقدم دوق يورك وسام الإمبراطورية البريطانية إلى رئيس منتدى الأعمال البحريني البريطاني رئيس لجنة تسيير «الأسبوع البريطاني العظيم» الزياني خلال حفل أقيم بمقر السفير البريطاني في البحرين. وساهم الزياني بقوة في نجاح الأسبوع البريطاني الذي أقيم في 15 يناير 2014 في البحرين بمناسبة مرور نحو 200 سنة على إقامة علاقات بين المملكتين وتزامنا مع استضافة معرض البحرين الدولي للطيران.